# Cuphea alaniana
Cuphea alaniana är en fackelblomsväxtart som beskrevs av S.A. Graham. Cuphea alaniana ingår i släktet blossblommor, och familjen fackelblomsväxter. Inga underarter finns listade i Catalogue of Life.